# Zbyňka Šolcová
Zbyňka Šolcová (* 10. srpna 1967 Praha) je česká harfenistka.

## Život
Zbyňka Šolcová absolvovala Pražskou konzervatoř ve třídě harfové hry profesorky Libuše Váchalové. Jako studentka získala 1. cenu na soutěži komorních souborů v belgickém Neerpeltu v duu s harfenistkou Janou Bouškovou. Věnuje se sólové a komorní hře. V průběhu let kromě sólových vystoupení hostovala v mnoha českých i zahraničních orchestrech. Během její kariéry ji mohli slyšet posluchači např. v Itálii, Německu, Švédsku, Francii, Monaku, USA a na mnoha místech České republiky. Je členkou několika komorních souborů a spolupracuje s celou řadou českých umělců. V posledních letech vystupuje zejména jako sólistka. 
Společn̟ě s herečkou a dabérkou Valérií Zawadskou, mezzosopraniskou Evou Garajovou a barytonistou Vladimírem Chmelo se podílí na hudebně dramatickém projektu Dopisy Olze, který je věnován uctění českého dramatika, esejisty, disidenta, prezidenta Československa i České republiky – Václava Havla. Program tvoří hudba světových i českých autorů a čtená korespondence Václava Havla jeho ženě Olze. 
V roce 2001 vydala sólové CD s názvem HARFA obsahující 12 skladeb známých světových mistrů. V roce 2022 vydala autorské CD s názvem Dík... Album obsahuje vlastní skladby komponované pro sólovou harfu i skladby pro harfu a housle, flétnu nebo fagot. Dále obsahuje autorské básně přednesené herečkou a dabérkou Jarmilou Švehlovou. Součástí bookletu je sbírka básní citlivě začleněných do fotografií. Na CD dále hostují houslista Jaroslav Svěcený, sopranistka Karolína Cingrošová, flétnista Mario Mesany a fagotista Bedřich Kameník. Jako autorka literatury pro harfu vystupovala jako sólistka v Salcburku v rámci programu Freuenstimmen na pozvání spolku Maria-Anna-Mozart-Gesellschaft, který se dlouhodobě věnuje hudbě žen skladatelek.

## Rožmberská kapela
V letech 1992 – 2007 byla členkou Rožmberské kapely, souboru zabývajícího se výhradně gotickou a renesanční hudbou. Zde kromě harfy hraje na řadu dalších historických nástrojů včetně gotické a háčkové harfy. S Rožmberskou kapelou natočila v průběhu let 5 CD a ročně odehrála na desítky koncertů po celé Evropě.[zdroj⁠?!]

## Musica dolce vita
V roce 2005 se stala společně s mezzosopranistkou Danielou Demuthovou zakládající členkou tria Musica dolce vita. Třetím zakládajícím členem tria byl flétnista České filharmonie Jan Machat, jehož v roce 2007 nahradila flétnistka Žofie Vokálková, která přinesla do hry tria ženskou lehkost, brilantnost a též řadu nových podnětů a originálních skladeb.[zdroj⁠?!] S triem Musica dolce vita koncertuje Zbyňka Šolcová po celé České republice s pořady: Klenoty české hudby, Klenoty české duchovní hudby, Adventní kalendář, Hudba královen. Kromě jiného toto trio uvádí i komponovaný pořad s názvem „Poetická zastavení“, kde se lze setkat také s její milostnou poezií. Její básně vydalo v roce 2005 nakladatelství Pragoline ve sbírce „City a pocity“.

## Spolupráce s komorními a symfonickými orchestry
- Filharmonie Hradec Králové
- Janáčkova filharmonie Ostrava
- Virtuosi di Praga
- Český národní symfonický orchestr
- Orchestr Státní opery Praha
- Filmový symfonický orchestr
- Orchestr Národního divadla
- Queens of Classic
- Pražský filmový orchestr

## Spolupracující komorní hráči a pěvkyně
Spolupracuje jako komorní hráčka s těmito interprety:
- Jan Adamus
- Vladimír Chmelo
- Valérie Zawadská
- Karolína Cingrošová
- Daniela Demuthová
- Pavla Franců
- Eva Franců
- Hana Jonášová
- Andrea Kalivodová
- Martina Kociánová
- Jan Machat
- Mario Mesany
- Jana Ryklová
- Michaela Valentová
- Silvie Vlčková
- Žofie Vokálková

## Komorní uskupení
- Musica dolce vita
- Duo Per La Gioia

## Spolupráce v populární hudbě
- Eva Pilarová
- Zuzana Stirská
- Michael Kocáb – projekt Odysseus
- Michal David – projekt ČPP Classic Tour 2012

## Modeling
V roce 2007 působila Zbyňka Šolcová v souvislosti s projektem „Múza očima múz“, jehož vernisáž se konala 12. listopadu 2007 ve Státní opeře Praha. Projektu fotografa a publicisty dr. Josefa Loudy se zúčastnilo 32 českých i zahraničních fotografek, jejichž úkolem bylo svým vlastním osobitým pohledem fotograficky ztvárnit ženu – hudebnici, kterou se stala Zbyňka Šolcová. Vznikl soubor unikátních fotografií, který v roce 2008 putoval formou výstav z Prahy přes další místa České republiky až do USA. 25. srpna 2008 se v prostorách Generálního konzulátu v Chicagu konala vernisáž, na které Zbyňka Šolcová zahrála výběr z klasické české hudby.

## Literární činnost
- Básnická sbírka City a pocity, PRAGOLINE 2005, EAN: 9788086546346, ISBN 80-86546-34-9

## Diskografie
- 2001 – Zbyňka Šolcová – Harfa – Studio Past
- 1995 – Rožmberská kapela – České a moravské vánoční koledy – Faust Records
- 1996 – Rožmberská kapela – Renesanční hudba na panovnických dvorech – Supraphon
- 2001 – Music From the Films of Stanley Kubrick by City Of Prague Philharmonic Orchestra – © 2005 Silva
- 2004 – Rožmberská kapela – Evropská dvorská hudba – Arta records
- 2004 – Gospel Time a Zuzana Stirská- Bez toho nejsou Vánoce – Areca Multimedia AM 80257-2
- 2009 – Musica dolce vita – Poetická zastavení, THOMAS MUSIC PUBLISHING PRAGUE
- 2010 – Musica dolce vita – Klenoty české hudby, THOMAS MUSIC PUBLISHING PRAGUE
- 2010 – Musica dolce vita – Adventní kalendář, THOMAS MUSIC PUBLISHING PRAGUE
- 2012 – Two voices – Crazy Classic! – Ryjana
- 2012 – Musica dolce vita – Hudba Královen, THOMAS MUSIC PUBLISHING PRAGUE
- 2012 – Michal David – Classic – Popron,
- 2022 – Zbyňka Šolcová a její hosté, Dík ..., © 2022 Zbyňka Šolcová